# Timbaúba
Timbaúba là một đô thị thuộc bang Pernambuco, Brasil. Đô thị này có diện tích 320,57 km², dân số năm 2007 là 51560 người, mật độ 160,84 người/km².